# Championnat d'Islande de football 1996
Navigation
Saison précédente Saison suivante
La saison 1996 du Championnat d'Islande de football était la 85e édition de la première division islandaise. Les 10 clubs jouent les uns contre les autres lors de rencontres disputées en matchs aller et retour.
L'ÍA Akranes, quadruple tenant du titre, a tenté de le conserver face aux neuf meilleurs clubs du pays.
C'est encore une fois l'ÍA Akranes qui termine en tête du championnat et remporte le 17e titre de champion d'Islande de son histoire. C'est la première fois dans l'histoire du championnat qu'un club gagne le championnat cinq saisons d'affilée. Le club réalise même son 4e doublé Coupe-Championnat en battant l'ÍBV Vestmannaeyjar en finale de la Coupe d'Islande. L'IA a livré un beau duel avec le KR Reykjavik, qui termine une nouvelle fois à la 2e place, à 3 points du champion. C'est le Leiftur Ólafsfjörður, pour sa 2e saison parmi l'élite, qui termine sur la 3e marche du podium.
En bas du classement, l'un des promus, le Fylkir Reykjavik redescend dès la fin de saison en 2. Deild, tout comme le Breiðablik Kopavogur.

## Les 10 clubs participants
| \| Reykjavik : · Valur - KR - Fylkir ÍBK Keflavík Stjarnan Gardabaer ÍA Akranes Breiðablik K. ÍBV Vestmannaeyjar UMF Grindavík Leiftur Ólafsfjörður \| Clubs participants |
| Reykjavik : · Valur - KR - Fylkir ÍBK Keflavík Stjarnan Gardabaer ÍA Akranes Breiðablik K. ÍBV Vestmannaeyjar UMF Grindavík Leiftur Ólafsfjörður                          |

| Club                 | Classement 1995 | Stade              | Ville          |
| -------------------- | --------------- | ------------------ | -------------- |
| ÍA Akranes           | 1               | Akranesvöllur      | Akranes        |
| Breiðablik Kopavogur | 8               | Kópavogsvöllur     | Kopavogur      |
| Fylkir Reykjavik     | 2. Deild        | Laugardalsvöllur   | Reykjavik      |
| Stjarnan Gardabaer   | 2. Deild        | Stjörnuvöllur      | Garðabær       |
| UMF Grindavík        | 6               | Grindavíkurvöllur  | Grindavík      |
| ÍBK Keflavík         | 4               | Keflavíkurvöllur   | Keflavík       |
| KR Reykjavik         | 2               | KR-völlur          | Reykjavik      |
| Leiftur Ólafsfjörður | 5               | Olafsfjörðurvöllur | Ólafsfjörður   |
| Valur Reykjavik      | 7               | Hlíðarendi         | Reykjavik      |
| ÍBV Vestmannaeyjar   | 3               | Hásteinsvöllur     | Vestmannaeyjar |

## Compétition

### Classement
Le barème de points servant à établir le classement se décompose ainsi :
- Victoire : 3 points
- Match nul : 1 point
- Défaite : 0 point

| Rang | Équipe               | Pts | J  | G  | N | P  | Bp | Bc | Diff |
| ---- | -------------------- | --- | -- | -- | - | -- | -- | -- | ---- |
| 1    | ÍA Akranes T C       | 40  | 18 | 13 | 1 | 4  | 46 | 19 | +27  |
| 2    | KR Reykjavik         | 37  | 18 | 11 | 4 | 3  | 38 | 16 | +22  |
| 3    | Leiftur Ólafsfjörður | 29  | 18 | 8  | 5 | 5  | 33 | 28 | +5   |
| 4    | ÍBV Vestmannaeyjar   | 25  | 18 | 8  | 1 | 9  | 30 | 33 | -3   |
| 5    | Valur Reykjavik      | 24  | 18 | 7  | 3 | 8  | 23 | 25 | -2   |
| 6    | Stjarnan Gardabaer P | 23  | 18 | 6  | 5 | 7  | 25 | 32 | -7   |
| 7    | UMF Grindavík        | 19  | 18 | 5  | 4 | 9  | 23 | 34 | -11  |
| 8    | ÍBK Keflavík         | 19  | 18 | 4  | 7 | 7  | 16 | 28 | -12  |
| 9    | Fylkir Reykjavik P   | 18  | 18 | 5  | 3 | 10 | 26 | 30 | -4   |
| 10   | Breiðablik Kopavogur | 16  | 18 | 3  | 7 | 8  | 20 | 35 | -15  |

|  | Qualifié pour la Ligue des champions 1997-1998 |
|  | Qualifié pour la Coupe des Coupes 1997-1998    |
|  | Qualifié pour la Coupe UEFA 1997-1998          |
|  | Qualifié pour la Coupe Intertoto 1997          |
|  | Relégation en 2. Deild                         |

### Matchs
| Résultats (▼dom., ►ext.)                                   | Brei | Val | KR  | ÍA  | ÍBV | Fylk | Olaf | Kefl | Stja | Grin |
| Breiðablik Kopavogur                                       |      | 1-1 | 1-0 | 0-4 | 2-3 | 1-6  | 1-1  | 1-1  | 3-0  | 0-0  |
| Valur Reykjavik                                            | 2-0  |     | 0-3 | 1-3 | 3-1 | 5-2  | 0-2  | 2-1  | 0-0  | 2-0  |
| KR Reykjavik                                               | 5-2  | 3-0 |     | 1-0 | 1-0 | 1-1  | 2-1  | 1-1  | 1-1  | 4-0  |
| ÍA Akranes                                                 | 0-1  | 2-1 | 4-1 |     | 2-1 | 3-2  | 0-0  | 5-0  | 3-1  | 6-3  |
| ÍBV Vestmannaeyjar                                         | 4-2  | 1-0 | 0-4 | 3-2 |     | 3-2  | 1-3  | 1-1  | 1-2  | 2-1  |
| Fylkir Reykjavik                                           | 1-0  | 0-1 | 0-2 | 0-2 | 2-3 |      | 3-2  | 1-0  | 0-0  | 1-2  |
| Leiftur Ólafsfjörður                                       | 3-1  | 0-0 | 2-1 | 4-3 | 1-4 | 2-1  |      | 1-2  | 5-3  | 0-1  |
| ÍBK Keflavík                                               | 1-1  | 2-1 | 2-2 | 0-3 | 1-0 | 0-0  | 1-1  |      | 0-1  | 2-1  |
| Stjarnan Gardabaer                                         | 3-3  | 2-4 | 1-4 | 0-2 | 1-0 | 1-0  | 2-3  | 2-1  |      | 2-2  |
| UMF Grindavík                                              | 0-0  | 2-0 | 0-2 | 0-2 | 3-2 | 2-4  | 2-2  | 4-0  | 0-3  |      |
| - Victoire à domicile - Match nul - Victoire à l'extérieur |      |     |     |     |     |      |      |      |      |      |

## Bilan de la saison
| Tableau d'Honneur                 |            |
| Compétition                       | Vainqueur  |
| Championnat d'Islande de football | ÍA Akranes |
| Coupe d'Islande de football       | ÍA Akranes |
| Coupe de la Ligue                 | ÍA Akranes |
| Supercoupe d'Islande de football  | ÍA Akranes |

| Qualifications européennes    |                      |
| Ligue des champions 1997-1998 | Qualifié             |
| 1er tour                      | ÍA Akranes           |
| Coupe des Coupes 1997-1998    | Qualifié             |
| 1er tour                      | ÍBV Vestmannaeyjar   |
| Coupe UEFA 1997-1998          | Qualifié             |
| 1er tour                      | KR Reykjavik         |
| Coupe Intertoto 1997          | Qualifié             |
| 1er tour                      | Leiftur Ólafsfjörður |

| Promotion et relégation |                                       |
| Relégués en 2. Deild    | Fylkir Reykjavik Breiðablik Kopavogur |
| Promus en 1. Deild      | Fram Reykjavik UMF Skallagrimur       |

## Meilleurs buteurs
| # | Buteurs                | Clubs              | Nb de Buts |
| - | ---------------------- | ------------------ | ---------- |
| 1 | Ríkharður Daðason      | KR Reykjavik       | 14         |
| 2 | Bjarni Guðjónsson      | ÍA Akranes         | 13         |
| 3 | Guðmundur Benediktsson | KR Reykjavik       | 9          |
| 3 | Haralður Ingolfsson    | ÍA Akranes         | 9          |
| 5 | Tryggvi Guðmundsson    | ÍBV Vestmannaeyjar | 8          |